# Trietilborohidruro de sodio
El trietilborohidruro de sodio es un compuesto organoborónico con la fórmula NaBH(C2H5)3. Es un sólido incoloro y pirofórico que está disponible comercialmente en solución de tolueno, a diferencia del LiBH(C2H5)3 relacionado que se vende normalmente como solución de THF. Se utiliza comúnmente para la activación reductora de catalizadores homogéneos, convirtiendo haluros metálicos en hidruros. El trietilborohidruro de sodio se ha preparado tratando una suspensión caliente de tolueno de hidruro de sodio con trietilborano. El análogo del trimetilborohidruro, que se supone estructuralmente similar al trietilborohidruro, adopta una estructura tetramérica en solución de tolueno.